# サタワル島
座標: 北緯7度21分28秒 東経147度02分14秒 / 北緯7.3579度 東経147.0373度

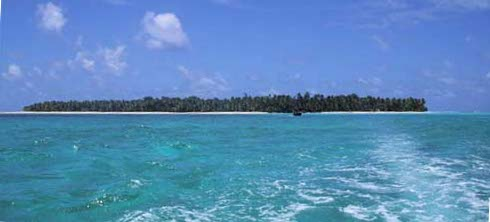
サタワル島

サタワル島（サタワルとう、Satawal）は、大西洋中西部ミクロネシア連邦中部のヤップ州に属する隆起サンゴ礁の孤島である(7°21′N,147°02′E)。ヤップ州でも最も東に位置しており、隣接するチューク州のプルワット環礁などとも往き来がある。面積約１平方キロメートル。人口約500。

## 概要
島民は漁業とタロイモ耕作に従事するが、後述するように航海術に長じていることで知られる。のちの彫刻家・土方久功が1931年（昭和6年）から7年間滞在し、風俗・言語等広範囲の調査を行った。土方による同島の表記は「サテワヌ島」であった。1940年（昭和15年）、土方は『ヤップ離島サテワヌ島の神と神事』（南洋群島文化協会）を発表した。

### 伝統的航海術の島
ミクロネシアやポリネシアには、星辰や風、波、生物相を読み取って遠洋航海を行う独自の航法術（スター・ナヴィゲーション）の伝統が存在するが、サタワル島はそうした航法術を最もよく残している島の一つとして知られる。特に1960年代末よりニュージーランドの文化人類学者・航海者・医師のデヴィッド・ルイス（2002年没）がこの海域で展開した研究活動は、こうした航法術の復興運動を強く刺激した。1969年にプルワット環礁の航法師ヒポアHipourがサイパン島までの航路を復活させると、これに呼応してレパングラップRepunglapとレパングルグRepunglugの兄弟が1970年にサイパンまで往復。さらに1975年にはレパングルグが外洋航海カヌー「チェチェメニ号」によって沖縄島までの3000キロメートルの大航海を47日間で完走させたのち、沖縄国際海洋博覧会に参加した（チェチェメニ号は、大阪の国立民族学博物館に陳列されている）。その翌年にはマウ・ピアイルックがハワイからタヒチまでポリネシア式の航海カヌー「ホクレア号」による航海を成功させた。
またレパングラップとレパングルグの兄であるジーザス・ユルピイは後にラモトレック環礁に移住して、長く絶えていたポゥの儀式を数十年ぶりに復活させるという歴史的な業績を残している。彼らの弟であるラプウィ・アムウィットは2001年、プルワット環礁において航海カヌー「セイロワン号」を建造し、グアムへの航路を復活させている。